# Divize E 2012/2013
V soubojích 22. ročníku Moravskoslezské divize E 2012/13 (jedna ze skupin 4. fotbalové ligy) se utkalo 16 týmů každý s každým dvoukolovým systémem podzim–jaro. Tento ročník odstartoval v sobotu 11. srpna 2012 úvodními šesti zápasy 1. kola a skončil v neděli 16. června 2013 zbývajícími dvěma zápasy 30. kola.

## Nové týmy v sezoně 2012/13
- Z MSFL 2011/12 nesestoupilo do Divize E žádné mužstvo.
- Z Divize D 2011/12 přešlo mužstvo 1. FC Viktorie Přerov.
- Z Přeboru Moravskoslezského kraje 2011/12 postoupilo vítězné mužstvo MFK OKD Karviná „B“.[2]
- Z Přeboru Zlínského kraje 2011/12 postoupilo vítězné mužstvo FC Morkovice.[3]
- Z Přeboru Olomouckého kraje 2011/12 postoupilo vítězné mužstvo SK Hranice.[4]

## Konečná tabulka
| Poř. | Tým                     | Z  | V  | R  | P  | VG | OG | B  |
| ---- | ----------------------- | -- | -- | -- | -- | -- | -- | -- |
| 1.   | FK Mikulovice           | 30 | 15 | 11 | 4  | 44 | 33 | 56 |
| 2.   | 1. FC Viktorie Přerov   | 30 | 13 | 8  | 9  | 52 | 41 | 47 |
| 3.   | SFC Opava „B“           | 30 | 14 | 4  | 12 | 56 | 43 | 46 |
| 4.   | SK Hranice (N)          | 30 | 12 | 10 | 8  | 44 | 43 | 46 |
| 5.   | TJ Valašské Meziříčí    | 30 | 13 | 6  | 11 | 54 | 53 | 45 |
| 6.   | FK SAN-JV Šumperk       | 30 | 12 | 7  | 11 | 51 | 41 | 43 |
| 7.   | FK Mohelnice            | 30 | 11 | 8  | 11 | 44 | 41 | 41 |
| 8.   | FC TVD Slavičín         | 30 | 11 | 7  | 12 | 49 | 52 | 40 |
| 9.   | TJ Lokomotiva Petrovice | 30 | 12 | 4  | 14 | 35 | 42 | 40 |
| 10.  | FC Elseremo Brumov      | 30 | 11 | 7  | 12 | 41 | 40 | 40 |
| 11.  | MFK Havířov             | 30 | 11 | 7  | 12 | 43 | 45 | 40 |
| 12.  | FK Nový Jičín           | 30 | 10 | 9  | 11 | 46 | 37 | 39 |
| 11.  | TJ Sokol Lískovec       | 30 | 10 | 8  | 12 | 34 | 36 | 38 |
| 14.  | MFK OKD Karviná „B“ (N) | 30 | 10 | 6  | 14 | 42 | 48 | 36 |
| 15.  | SK Kravaře              | 30 | 9  | 8  | 13 | 43 | 50 | 35 |
| 16.  | FC Morkovice (N)        | 30 | 7  | 8  | 15 | 29 | 62 | 29 |

Poznámky:
- Z = Odehrané zápasy; V = Vítězství; R = Remízy; P = Prohry; VG = Vstřelené góly; OG = Obdržené góly; B = Body; (S) = Mužstvo sestoupivší z vyšší soutěže; (N) = Mužstvo postoupivší z nižší soutěže (nováček)
- O pořadí na 3. a 4. místě rozhodlo lepší skóre Opavy B, bilance vzájemných zápasů byla vyrovnaná: Opava B - Hranice 2:0, Hranice - Opava B 3:1.[1]
- O pořadí na 8. až 11. místě rozhodla minitabulka vzájemných zápasů.[1]

|  | Postup do MSFL 2013/14                            |
|  | Sestup do Přeboru Zlínského kraje 2013/14         |
|  | Sestup do Přeboru Moravskoslezského kraje 2013/14 |